# Choceň
Choceň város Csehországban, az Ústí nad Orlicí-i járásban. Choceň Čermná nad Orlicí, Koldín, Běstovice, Slatina, Skořenice, Vysoké Mýto, Zálší, Zářecká Lhota, Újezd u Chocně, Plchovice, Sruby, Mostek, Kosořín és Nasavrky településekkel határos. Lakosainak száma 8662 fő (2024. január 1.).

## A városrészek
- Březenice (Bresnitz)
- Dvořisko (Dworschisko)
- Hemže (Hemsch)
- Choceň (Chotzen)
- Nová Ves (Neudorf)
- Plchůvky (Pilchuwek)
- Podrážek (Podraschek)

## Népesség
A település lakosságának változását az alábbi diagram mutatja:
| Lakosok száma | 3932 | 4514 | 5771 | 7511 | 9716 | 9039 | 8736 | 8646 | 8477 | 8662 |
|               | 1869 | 1890 | 1921 | 1950 | 1980 | 2001 | 2017 | 2019 | 2022 | 2024 |

## Híres személyek
- Wenzel Matiegka (1773–1830), zeneszerző
- Luboš Kubík (* 1964), labdarúgó